# Batalla de Villers-Bocage
La batalla de Villers-Bocage tingué lloc el 13 de juny de 1944, durant la batalla de Normandia, entre la 7a Divisió Blindada i tropes alemanyes provinents de la Divisió Panzer Lehr, la 2a Divisió Panzer i el Schwere SS-Panzer-Abteilung 101, a la zona dels voltants del poble de Villers-Bocage (Calvados), a Normandia.
La ciutat de Caen era un objectiu aliat vital i no va ser capturat durant el Dia-D, tal com estava planejat. El XXX Cos llançà l'operació Penja-robes per dirigir-se cap al sud i rodejar la ciutat des de l'oest, mentre que tropes del I Cos intentava completar l'anell des de l'est. La batalla va ser resultant de la improvisació deguda a un avanç de les tropes americanes situades a l'oest del XXX Cos, que creà un forat de 12 km a les línies americanes. La 7a Blindada britànica provà d'introduir-se pel forat i als voltants de les defenses principals de la Panzer Lehr, que estava aguantant l'embat britànic. Els britànics creien que controlant Villers-Bocage i el turó a l'est de la ciutat, anomenat Cota 213, forçaria a la Panzer Lehra retirar-se, i possiblement tot plegat resultaria en la captura de Caen.
Els elements capdavanters de la 7a Divisió Blindada el 4t County of London Yeomanry i la 1a Brigada de Fusellers van penetrar a la ciutat durant el matí del 13 de juny. L'esquadró A del 4th County of London Yeomanry ho va fer per la carretera principal, la Route Nationale 175, i capturà la Cota 213, a uns 2 km a l'est de la ciutat. 3 tancs Tiger van situar-se al sud de la carretera principal, a les ordres del SS-Obersturmführer Michael Wittmann, comandant de la 2a Companyia, Schwere SS-Panzer-Abteilung 101, i llavors atacaren als britànics. Wittmann i la seva tripulació baixaren per la carretera principal cap a Villers-Vocage, i durant 15 minuts, van destruir 10 tancs, 2 canons antitancs i una dotzena o més de M3 Half-track i Universal carriers. La 7a Divisió Blindada reforçà la ciutat amb el 1/7 Batalló del Queen's Royal Regiment, i els alemanys, en advertir del perill que corria la rereguarda de la Panzer Lehr, van enviar-hi més homes i tancs. A les 13:00, tornaren els combats i es desplaçaren als carrers de Villers-Bocage durant les 6 hores següents.
Al vespre, el comandant britànic decidí que les seves tropes es retiressin de la ciutat, formant una posició defensiva de la mida d'una brigada a 3 km a l'oest d'Amayé-sur-Seulles. Els combats es reprengueren l'endemà. Els historiadors es refereixen a la Batalla de Villers-Bocage com una victòria estratègica alemanya que eliminà les esperances britàniques de capturar Caen durant la primera meitat de juny. El Segon Exèrcit britànic continuà la batalla de Caen i finalment capturà la ciutat el 19 de juliol. Villers-Bocage va ser bombardejada per la RAF i finalment alliberada el 4 d'agost quan un escamot del 1r Regiment Dorset, 50a Divisió d'Infanteria (Northúmbria) penetrà a la ciutat.

## Rerefons

L'Operació Penja-robes

L'Operació Penja-robes va ser la segona gran temptativa per capturar la ciutat de Caen després que els atacs directes de la 3a Divisió d'Infanteria durant el 6-7 de juny fracassessin. El pla preveia que els Cossos I i el XXX i la 1a Divisió Aerotransportada britànica (Operació Wild Oats) encerclessin la ciutat. El I Cos formaria la pinça oriental, el XXX Cos la pinça oriental, i els paracaigudistes saltarien entre ambdós cossos per completar l'encerclament de la ciutat i evitar així que els alemanys es poguessin retirat de Caen.
La 51a Divisió d'Infanteria (Highland), pertanyent al I Cos, va ser destinada al sud de la 6a Aerotransportada al cap de pont de l'Orne per capturar la ciutat de Cagny, a Calvados, 10 km al sud-est de Caen. La 50a Divisió d'Infanteria (Northúmbria), del XXX Cos, rebé ordres per sortir de la posició on s'estava des del Dia-D per capturar la ciutat de Bayeus (un altre objectiu no assolit que s'havia marcat pel Dia D); i que a continuació capturés la ciutat de Tilly-sur-Seulles. Un cop ho hagués fet, la 7a Blindada superaria les posicions de la 50a (Northumbrian) i es dirigiria cap al sud per capturar la ciutat de Villers-Bocage, abans de girar a l'est per capturar la ciutat d'Evrecy. Però la força aèria rebutjà llançar la 1a Aerotransportada al sud de Caen, al·legant que seria massa perillós tant pels pilots com pels homes involucrats; i malgrat això, el General Montgomery decidí seguir endavant amb el pla bàsic sense l'ús dels paracaigudistes.
Els atacs de la 51a Divisió (Highland) van ser aturats per la 21a Divisió Panzer, i la 50a (Northumbrian), juntament amb elements de la 7a Blindada, van caure sobre Tilly-sur-Seulles davant l'escassa oposició mostrada per la Panzer Lehr. La divisió Panzer Lehr era considerada com la divisió més forta i millor equipada a França, amb diversos dels homes més experimentats i millor entrenats de l'exèrcit alemany.
Al flanc dret del XXX Cos, la 1a Divisió estatunidenca empenyia la 352a Divisió d'Infanteria alemanya fins a Caumont-l'Éventé, obrint lentament una escletxa a les línies alemanyes en la junció del XXX Cos britànic amb el V Cos americà, escletxa que arribaria a fer 12 km d'ample.
Conscient de l'oportunitat creada per l'avanç americà, el tinent general Dempsey, comandant del Segon Exèrcit, ordenà personalment al major general Erskine, comandant de la 7a Blindada, que abandonés la lluita a Tilly-sur-Seulles i es preparés per aprofitar l'escletxa creada a les línies americanes. S'ordenà a la 7a Blindada que penetrés per l'escletxa, envoltés la Divisió Panzer Lehr i capturés Villers-Bocage, així com el turó que hi havia darrere la ciutat, anomenat Cota 213. s'esperava que l'aparició de blindats britànics a la rereguarda de la Lehr, ocupant el turó i importants línies de comunicació, faria que els alemanys es retiressin de Tilly-sur-Seulle o que es rendissin.
Però els alemanys també eren conscients de la importància d'aquest turó i que els alemanys voldrien capturar-lo. Van enviar elements de la Schwere SS-Panzer-Abteilung 101  per ocupar les escletxes al flanc esquerre de la Lehr i per evitar que el turó caigués en mans britàniques. La primera part d'aquesta secció, la 2a Companyia de Michael Wittmann, només disposava de 6 tancs útils després de 5 dies de marxa des de Beauvais, havent arribat a la zona tot just la nit abans.

## Plans i ordres

### Regne Unit
La 7a Divisió Blidada, encarregada de capturar Villers-Bocage, planejà enviar una brigada de reforç per envoltar la ciutat i les zones dels voltants, mentre que la resta de tropes mantenien les línies de comunicació de la divisió obertes.
Aquest cos, el 22è Grup de Brigada blindat, estava format a partir de tropes del Cos i de divisió del XXX Cos i de la 7a Blindada, així com elements de la 22a Brigada Blindada i la 131a Brigada d'Infanteria (Queens). El Grup de Brigada va ser situat sota el comandament de l'oficial al càrrec de la 22a Brigada Blindada, el brigadier W.R.N. "Looney" Hinde.
Durant la nit del 12/13 de juny, mentre el Grup de Brigada estava prop del poble de la Mulotiere, el brigadier Hinde traça el seu pla per a l'ocupació de Villers-Bocage.
La Companya A de la 1a Brigada de Fusellers i la 4CLY travessarien la ciutat i capturarien la Cota 217. l'1/7 Queens els seguiria i asseguraria la punta oriental de la ciutat, mentre que la resta de companyies de la 1a Brigada de Fusellers ocuparien la punta occidental.
A fora de la ciutat, la 5RTR capturaria el turó al voltant de Maisoncelles-Pelvey, a uns 3 km al sud-est de Villers-Bocage, i la 260a bateria antitancs prendria posicions entre ells i el 4CLY a la cota 213. la 1/5a Queen se situaria entre ells, a l'oest de Villers-Bocage, mentre que els dos regiments d'Hússars protegirien el flanc.
La resta de la divisió, el 1r Regiment Reial de Tancs i el 1/6è Queen, a les ordres de la 131a Brigada d'Infanteria (Queens), tindrien la missió de mantenir les línies de comunicació obertes i s'estarien a la zona de la Mulotiere.

### Alemanya

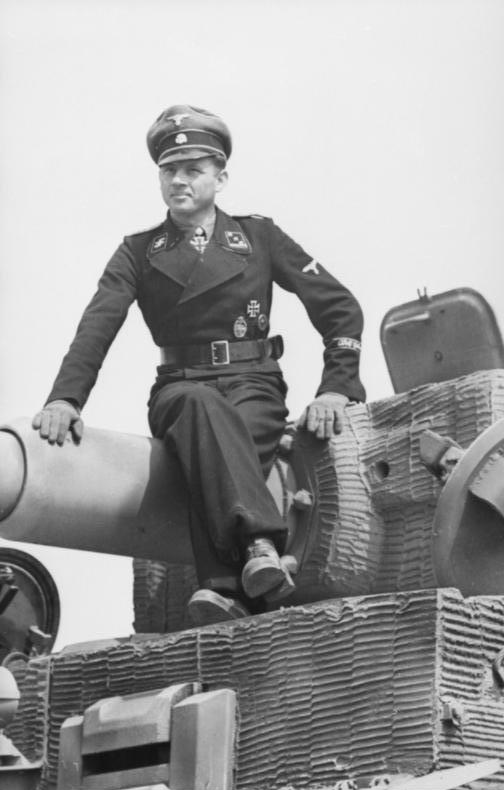
Michael Wittmann fotografiat un mes abans de l'Operació Overlord

Advertits del forat a les seves línies, i conscients que els britànics el voldrien explotar, s'envià a la Schwere SS-Panzer-Abteilung 101 perquè prengués posicions al flanc esquerre de la divisió i que mantingués les posicions de Villers-Bocage i la Cota 213.
L'única unitat d'aquesta formació present a la rodalia de la ciutat el matí del 13 de juny era la 2a Companyia, formada per 6 tancs Tiger I: 211, 221, 222, 223, 233 i 234. En fotografies posteriors a la batalla també apareix danyat el Tiger 231, pertanyent al SS-Obersturmführer Michael Wittmann. A plena capacitat, la 2a Companyia havia de tenir 14 tancs Tiger; però la resta de tancs (incloent el del mateix Wittmann) no van poder completar el camí des de Beauvais per diversos motius, principalment per avaries. Al matí del 13 de juny, el Tiger 221 va ser enviat a establir contacte amb la divisió Panzer Lehr.

## La Batalla de Villers-Bocage

### L'avanç
A primera hora del dia, els fusellers de la 1a Brigada de Fusellers hagué de reconèixer el primer kilòmetre de la marxa que s'usaria per assegurar que el passatge fins a Livry era segur. Després d'informar que Livry estava lliure de presència alemanya, l'avanç tornà a iniciar-se a les 05:30, encapçalat pel 4t County of London Yeomanry. Avançant amb cautela, la columna es trobà amb diverses granges i molins per tota la ruta, d'on sortien francesos jubilosos, provocant que una relaxació general descendís per tota la columna. Segons la informació que els arribà pels francesos que els rebien, els tancs alemanys haurien d'estar a Tracey-Bocage (la qual cosa posteriorment es demostrà incorrecta), i començaren a córrer rumors per tota la columna, segons els quals els tancs alemanys, sense combustible ni infanteria que els protegís, estaven estacionats a Cháteau de Villers-Bocage. Abans d'entrar a la ciutat, descobriren un vehicle blindat alemany a uns 600m de la columna, amb el seu comandant observant clarament l'avanç britànic. Com que el tanc britànic més proper no podia girar la torreta per disparar-lo, s'ordenà a un altre tanc que ho fes, però per quan aquest va estar preparat, el blindat havia fugit. A les 08:30, després d'haver avançat uns 7 km, el 22è Grup de Brigada Blindat penetrà a Villers-Bocage, enmig d'una festa popular i amb dos soldats abandonant el poble a tota velocitat amb un Volkswagen Kübelwagen.

### El matí de lluites

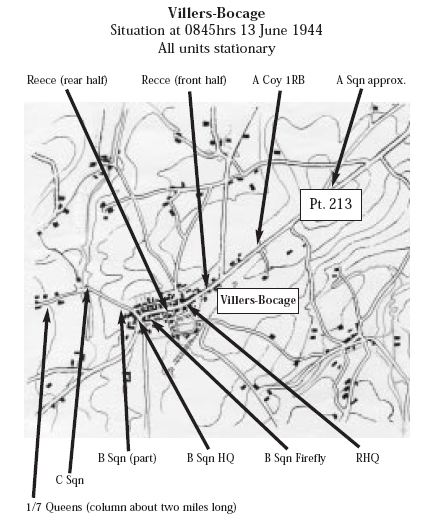
El mapa mostra les posicions dels batallons britànics abans de l'atac llançat per Michael Wittmann.

Amb Villers-Bocage en mans britàniques, l'avantguarda del 4t County of London Yeomanry, seguí avançant, segons les ordres que tenia, per capturar la Cota 213, sense haver fet cap mena de reconeixement previ; destruint un Kübelwagen que es dirigia cap a ells mentre que avançaven. Un cop allà, els tanc començaren a establir un perímetre defensiu, mentre que arribaven els transports de la Brigada de Fusellers i aparcaven fora de la carretera, per permetre el pas a la resta d'unitats i que poguessin reforçar la posició.
El Major Wright, comandant de la 1a Brigada de Fusellers, organitzà una conferència a la que hi havia d'assistir tots els oficials i sots-oficials superiors de la Companyia A. Mentre que es desplaçaven a la reunió en un únic mitja-tracció, s'adonaren que una simple salva enemiga podia eliminar la capacitat de comandament de tota la companyia, dispersant així els homes en diversos vehicles. Mentre que a Villers-Bocage el tinent coronel Lord Arthur Cranley, comandant del 4t County of London Yeomanry, es preocupava perquè els seus homes estaven massa relaxats; però el brigadier Hinde li assegurà que tot era una bassa d'oli i ordenà que els homes de la Cota 213 prenguessin unes bones posicions defensives. A continuació, Hinde abandonà Villers-Bocage per dirigir-se al seu quarter general, establert a l'oest de la ciutat.
Wittman va quedar sorprès per haver vist als blindats britànics avançant cap a Villers-Bocage tan aviat; afirmant posteriorment que no tenia temps per reunir la meva companyia; sinó que havia d'actuar ràpid, mentre que assumia que l'enemic m'havia vist i em destruiria allà on fos. Vaig sortir amb un tanc i vaig donar l'ordre als altres que no es retiressin ni un sol pas, sinó que mantinguessin la posició.
| «                                                                     | Per l'amor de Déu sortiu! Hi ha un Tigre a uns ciquanta metres! | » |
| — Sergeant O’Connor, 1r Escamot, Companyia A, 1a Brigada de Fusellers |                                                                 |   |

Cap a les 09:00 el sergent O'Connor, tot dirigint-se cap al Punt 213 en un mitja-tracció, trencà el silenci radiofònic per donar l'únic avís que els britànics rebrien abans de l'atac. Un únic tanc Tiger, comandat per Michael Wittmann, aparegué des de la cobertura cap a la carretera principa, la Route Nationale 175, i atacà el tanc posterior de l'esquadró A 4CLY, situat a la Cota 213, destruint un Cromwell. Un Sherman Firefly respongué sense èxit i a continuació va ser posat fora de combat, quedant enmig de la carretera cremant, bloquejant qualsevol possibilitat de rebre reforços o de retirada. Després d'haver ordenat a la resta de la brigada que ataqués, la columna britànica caigué sota el foc de la resta de tancs del grup de Wittman, qui destruí 3 tancs més a la Cota 213.

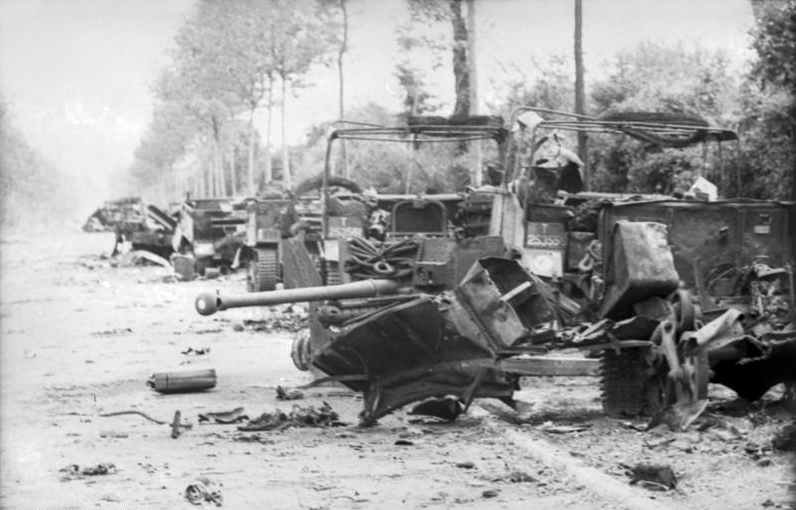
Vehicles britànics destruïts

En aquell moment, el Tiger de Wittmann començà a moure's cap a Villers-Bocage, amb el tanc movent-se cap a ell, els fusellers de la brigada intentaren trobar PIATS i instal·lar un canó antitancs de 6 lliures, però la proximitat del tanc causà pànic entre els homes. Els transports de la brigada caigueren sota el foc enemic, , incendiant-se quan els seus dipòsts de combustible es trencaven pel foc de les metralladores o dels projectius d'alt explosiu disparats pel tanc; tot i que malgrat això, no van causar massa baixes.
Llavors, el Tiger es desplaçà cap a la punta oriental de la ciutat i atacà 3 tancs lleugers M5 Stuart del grup de reconeixement del 4t 4t County of London Yeomanry's reconnaissance. Un Stuart, a les ordres del tinent Ingram, provà de bloquejar la carretera, però va ser disparat i explotà violentament, i poc després els altres dos també estaven destruïts.

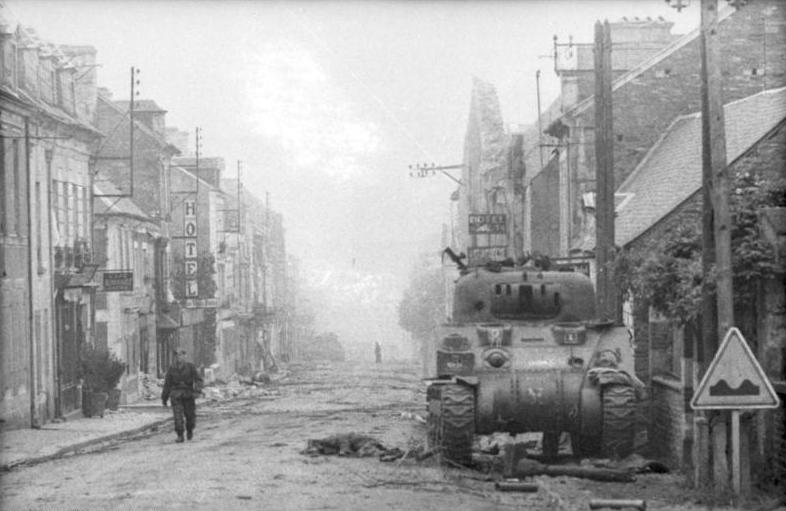
El Sherman OP del Major Well al carrer principal de Villers-Bocage

Els tancs del 4 Quarter General del County of London Yeomanry, estaven al darrere del Stuarts, provant d'escapar; però la seva marxa enrere era terriblement lenta. Un tanc s'enfrontà al Tiger, disparant-li dos trets abans de ser tocat i destruït. Dos tancs, amb els seus comandants pensant-se que havien estat atacats pel flac, sortiren de la carretera cap a uns jardins; un dels quals, comandat per Pat Dyas, es posicionà darrere d'una tanca. Charles Pearce havia aconseguit escapar carretera a baix. Sense poder usar la ràdio, localitzà la resta del grup de reconeixement al mig de la ciutat, avisant-los; ràpidament van sortir de la carretera mentre que Pearce es dirigia encara més a l'oest per informar a l'esquadró B del que succeïa. Mentre que Wittmann avançava per la carretera, el Tiger atacà als Stuart. Després destruí un nou Cromwell, i mentre que entrava al carrer principal de Villers-Bocage, va destruir dos tancs d'observació d'artilleria, un Cromwell i un Sherman, tots ells del 5è Royal Horse Artillery, seguits pel vehicle d'un oficial d'intel·ligència i el mitja tracció d'un oficial mèdic. finalment, el tanc de Wittmann va ser destruït per un canó antitancs al centre de la ciutat.

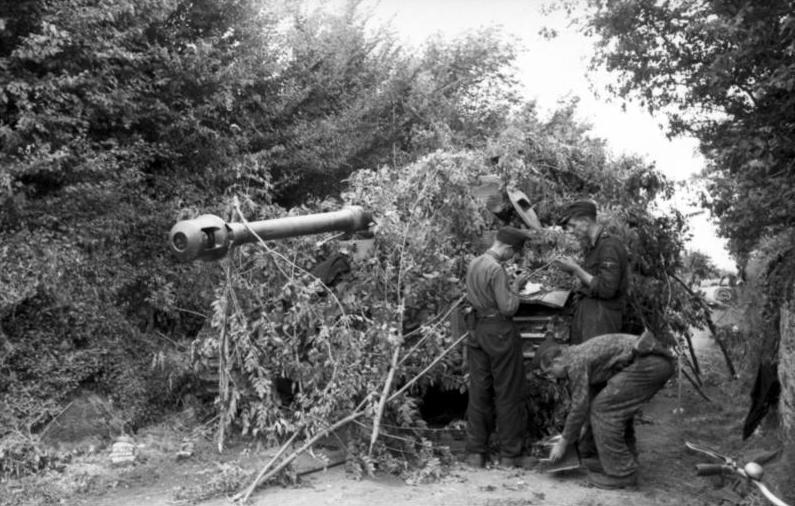
Un tanc Tiger camuflat a l'Ancienne Route de Caen', on Witmann i la seva companyia van passar la nit del 12/13 de juny

En menys de 15 minuts, el Batalló Pesat Panzer-SS 101 havia destruït 13–14 tancs, 2 canons antitancs i 13–15 vehicles de transport, la immensa majoria atribuïbles a Wittmann. Amb el seu tanc destruït, Wittmann marxà a peu cap a Cháteau d'Orbois, el quarter general de la Panzerlehrdivision, a uns 6 km al nord de Villers-Bocage.

### Darrera hora del matí i combats a la Cota 213
El major Wenck, de la Panzerlehrdivision, dirigint una missió de reconeixement prop de Villers-Bocage, abandonà el seu vehicle quan sentí els sorolls dels motors dels tancs. Trobà una columna de diversos tancs Cromwell abandonats per les seves tripulacions, i aquestes estaven al davant de la columna amb un oficial mirant un mapa. Wenke ocupà ràpidament un dels tancs i marxà davant dels tancs mentre que tenia una oportunitat per marxar. A la punta oriental de Villers-Bocage, va descriure l'escena com tota plena de tancs cremant-se i transports de canons Bren i Tomies morts. Després, Wenke dirigí el seu tanc capturat cap al quarter general de la Panzerlehrdivision a Cháteau d'Orbois.
A la Cota 213, l'esquadró A tenia 9 tancs operatius, incloent dos Fireflys, i un tanc Cromwel OP, tot i que alguns tanc no tenien la seva tripulació completa. Com a suport tenien una secció de fusellers i un nombre igual d'oficials. Els oficials superiors, després de conferenciar, van decidir mantenir la posició fins que arribessin reforços, i provaren de muntar un perímetre defensiu al voltant de tot el turó.

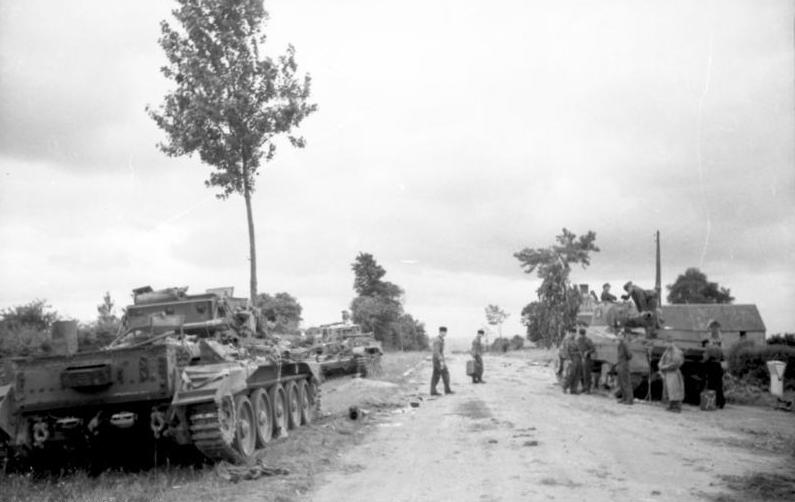
Alguns dels tancs britànics a la Cota 213 després de l'arribada alemanya.

Cap a les 10 del matí, grups de la 4 Companyia del Schwere SS-Panzer-Abteilung 101 (el grup de suport i reconeixement) arribaren cap a la Cota 213 i començaren a envoltar als britànics. Els soldats britànics que estaven entre la ciutat i el turó eren els més afortunats i 30 homes van evitar ser capturats, dedicant-se durant les 24 hores següents a tornar a les línies britàniques. Durant la resta del matí, el 1/7th Queen's Royal Regiment (West Surrey) començà a prendre posicions a Villers-Bocage, capturant una patrulla de 3 homes de la 2a Divisió Panzer. Durant el matí, se'ls enviaren tropes per intentar reforçar les que havien quedat atrapades; però no es pogué fer cap mena de progrés. Cap a les 10:30, Lord Cranley informà que la posició britànica era insostenible, a més que la retirada era impossible. Dues hores després, s'estaven planejant una sortida. Un tanc Cromwell provà de sortir de tornada cap a Villers-Bocage per un camí alternatiu, però va ser atacat per un tanc alemany. Els alemanys començaren a bombardejar els arbres als voltants del camí, provocant una pluja d'estelles, i cinc minuts després el principal grup britànic decidí rendir-se. Es van fer diverses temptatives per incendiar als Cromwells abandonats abans que no arribessin els alemanys, però aquests van ser ràpids. 30 membres del County of London Yeomanry van ser capturats amb fusellers i membres del Royal Horse Artillery. Això no obstant, alguns homes van aconseguir fugir, com el Capità Christopher Milner MC, de la Brigada de Fusellers, que passà tot el dia fugint fins que no arribà de nit a les línies britàniques, o el Caporal Hoar, del 4CLY, que no tornaria fins al 25 de juny.
Després d'arribar al quarter general de la Panzerlehrdivision, informà a l'oficial d'intel·ligència,  Oberstleutnant  Kauffmann, sobre la situació a Villers-Bocage. Kauffmann ordenà al capità Helmut Ritgen que reunís els tancs que pogués i bloquegés els accessos nord de la ciutat. Ritgen va aconseguir reunit 15 Panzers IV, mentre que a 10 més que estaven a un taller al sud de la Route Nationalle 175 se'ls ordenà que es dirigissin cap a Villers-Bocage per participar en el contraatac. Fritz Bayerlein el comandant de la Panzerlehrdivision, es desplaçà 2 km al nord de Villers-Bocage per reunir-se amb Ritgen. Mentre que els tancs de Ritgen avançaven, van caure sota una pantalla de foc antitancs, perdent-ne'n un.
A Villers-Bocage, la Companyia A del 1/7 Queens rebé l'ordre que assegurés l'estació de trens i la zona dels voltants, mentre que les companyies B i C asseguraven el costat oriental de la ciutat, però en aquells moments la infanteria alemanya ja s'havia començat a infiltrar en la zona est de la ciutat, i començà una lluita casa per casa. La lluita es desplaçà cap a l'oest de la ciutat, mentre que els tancs alemanys atacaven el 1/5th Queens prop de Livry, perdent-ne un en el procés.

### Al vespre
Wittmann es trobava al Chateau d'Orbois, on rebé un Schwimmwagen per desplaçar-se amb la seva unitat a la Cota 213. Quan hi arribà es trobà que Karl Mobius, comandant de la 1a Companyia del Schwere SS-Panzer-Abteilung 101, havia arribat amb la seva companyia d'almenys 8 Tigers. Els dos comandants de companyia van discutir sobre l'atac imminent que hauria de fer la 1a Companyia.
Els combats per la ciutat tornaren cap a les 13:00, quan els homes i vehicles de la Panzer-Lehr i del Schwere SS-Panzer-Abteilung 101 atacaren. La Divisió Panzer-Lehr llançà els seus atacs des del nord, mentre que el 101 atacava des de l'oest, prolongant-se la lluita durant 6 hores. Durant tots aquests atacs, diversos Tigers van ser posats fora de combat per les tropes del 1/7 Queens, sent-ho almenys dos d'ells per l'acció dels PIATs.
Durant una pausa durant els combats, el tinent Cotton i el sergent Bramall van anar cap als tancs alemanys danyats portant tovalloles i gasolina, incendiant els tancs perquè així no es poguessin recuperar. Foren condecorats amb la Creu Militar i la Medalla Militar, respectivament.
A les 16:00, els britànics encara posseïen la ciutat després d'una defensa determinada. Els alemanys llavors llançaren un nou contraatac, recolzat per foc de morters i artilleria. L'atac va ser rebutjat en diversos punts, però prosseguí la lluita al carrer. A l'estació de ferrocarrils, els Panzergrenadiers van atacar una afeblida Companya A del 1/7 Queens, capturant tota una secció; fins que finalment van aconseguir envoltar el quarter general del batalló.
A mesura que augmentava la pressió sobre els defensors, el brigadier Hinde decidí que la situació era cada cop més insostenible i que les tropes havien de ser retirades de la ciutat. Sota una cobertura d'artilleria i una pantalla de fum, la infanteria aconseguí abandonar la ciutat coberta pels tancs del 4CLY, que es retiraren en darrer lloc. Els defensors de Villers-Bocage es retiraren fins a Amaye-sur-Seulles, a uns 5 km a l'oest, mentre que eren coberts pels tancs del 5RTR. Allà, juntament amb la resta de la 22a Brigada Blindada, formaren una posició defensiva.

## Després de la batalla

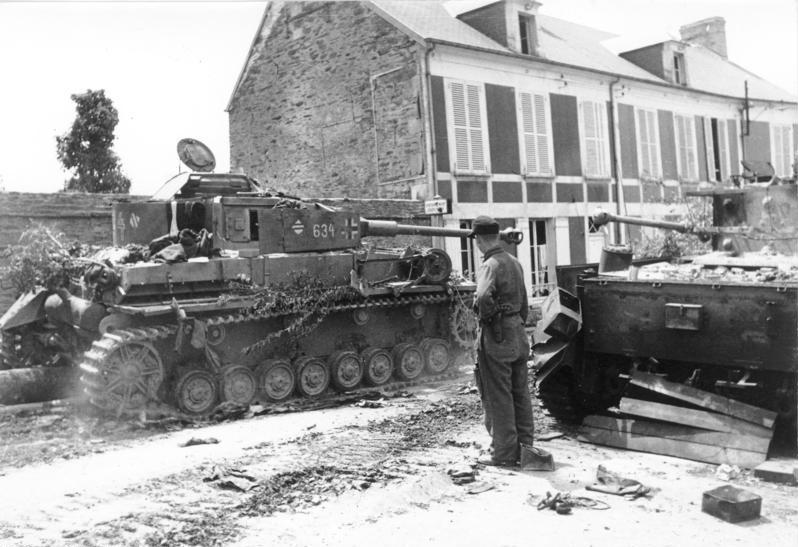
Un Pz.Kpfw. IV Ausf. H i un Cromwell destruïts durant la lluita

L'endemà tornaren a produir-se els durs combats, amb els alemanys provant d'assaltar les posicions britàniques. Tot i que els Panzergrenadiers van ser capaços de superar algunes de les posicions britàniques i avançar amb perill cap als canons aliats i el quarter general tàctic, sempre van haver-se de retirar davant el foc de la 50a d'Infanteria (Northumbria) i l'artilleria de divisió de la 1a americana, així com de l'artilleria del Grup d'Exèrcits (a més que en diverses ocasions van poder arribar a demanar suport aeri). El dia acabà amb la 22a Brigada Blindada mantenint les seves posicions i envoltada per uns 20 tancs alemanys fora de combat i centenars de ferits alemanys. Les pèrdues aliades van incloure 3 tancs Cromwell i pèrdues lleugeres d'infanteria.
El brigadier Hinde creia que podria mantenir la posició i des d'allà reobtenir la iniciativa, mentre que els alemanys tenien grans pèrdues cada vegada que provava d'eliminar les posicions britàniques. Degut al fracassat atac de la 50a (Northumbria) a Tilly-sur-Seulles, se li ordenà que aquella nit es retiressin per tal d'estrènyer la línia del front.
El tinent general Bucknall tenia 2 brigades d'infanteria a la seva disposició, que podrien haver estat usades per reforçar la 7a divisió blindada i intentar recapturar Vilers-Bocage i fer que la Divisió Panzer Lehr es retirés. Però preferí reforçar la 50a (Northumbria) al seu assalt a Tilly-sur-Seulles. Escollí no reforçar la 7a Divisió Blindada perquè, pel que sabia, els homes d'Erskine estaven sota l'atac de la 2a Divisió Panzer.
L'Operació Aniseed, la retirada britànica d'Amaye-sur-Seulles, s'inicià a les 00:30 hores del 15 de juny sota una cobertura de bombardeig de la RAF a Aunay-sur-Odon i de foc d'artilleria per amagar el soroll dels tancs en retirada. A les 05:00, la retirada s'havia completat sense incidents, perquè les tropes alemanyes van ser massa lentes de reacció davant els moviments britànics.
El 19 de juny, la 50a Divisió d'Infanteria (Northumbria) finalment va capturar Tilly-sur-Seulles i obligà a la divisió Panzer-Lehr a retirar-se. Van unir-se amb la 7a Divisió Blindada, que mantenia les línies generals al riu Aure al sud de Livry, mentre que es preparava per al seu segon atac. Amb la tempesta que aquella nit caigué sobre el canal, totes les operacions ofensives van quedar cancel·lades i aquest nou atac de la 7a Blindada mai no es materialitzà.
Van haver més repercussions pel fracàs a Villers-Bocage. A inicis d'agost, Dempsey usà l'Operació Penja-robes com un dels motius per haver retirat a Bucknall del comandament després de diverses pobres actuacions del XX Cos. Erskine i Hinde, juntament amb el comandant de l'Artilleria Reial i el cap de l'estat major de la 7a Divisió van ser rellevats de les seves posicions.